# Jarosław Kaczyński
 Jarosław Aleksander Kaczyński (Varšava, 18. lipnja 1949.), poljski političar i državnik, od srpnja 2006. do studenoga 2007. obnašao je dužnost predsjednika poljske vlade. Predsjednik je konzervativne stranke Prawo i Sprawiedliwość (PiS, hrv. Pravo i pravda), čiji je bio jedan od osnivača 2001. godine. Doktor je pravnih znanosti.
Njegov brat blizanac Lech Kaczyński bio je predsjednik Republike Poljske od 2005. do 2010. godine.
Od 70-ih godina bio je angažiran u oporbenoj djelatnosti prema komunističkom režimu, a u 80-ima bio je član i savjetnik podzemnih organa sindikata Solidarność. Godine 1989. bio je pregovarač sindikata Solidarność pri sastavljanju prve nekomunističke vlade kojoj je na čelo stao Tadeusz Mazowiecki.
Od 1990-1991. bio je šef kancelarije predsjednika Poljske Lecha Wałęse, s koje je dužnosti otišao nakon konflikta s Wałęsom.
Zajedno s bratom Lechom osnovao je 2001. stranku Prawo i Sprawiedliwość (PiS, hrv. Pravo i pravda), koja je na parlamentarnim izborima te godine dobila 9,5% glasova. Četiri godine kasnije PiS je pod Jarosławovim vodstvom s 26,99% glasova bio relativni izborni pobjednik te je formirao manjinsku vladu. Jarosław Kaczyński odrekao se, međutim, dužnosti premijera, što je većina političkih komentatora ocijenila potezom koji je trebao pomoći bratu Lechu da pobijedi na predsjedničkim izborima iste godine. Premijersko mjesto Jarosław Kaczyński je preuzeo u srpnju 2006. Na prijevremenim parlamentarnim izborima 2007. stranka Jarosława Kaczyńskoga s osvojenih 32,11% glasova osvojila je drugo mjesto i prešla u oporbu.

## Zanimljivosti
Kao dvanaestogodišnjaci dvojica su braće 1962. zaigrala glavne uloge u filmu O dwóch takich, co ukradli księżyc (O dvojici koja su ukrala mjesec).